# Bergheim (Heidelberg)

Mapa com a localização de Bergheim em Heidelberg

Bergheim é um distrito de Heidelberg. Forma juntamente com Altstadt o centro de Heidelberg, entre a Kurfürstenanlage e a margem do rio Neckar.

## História
A aldeia Bergeheim é mais antiga que a cidade de Heidelberg. As mais antigas pistas de ocupação humana são datadas da idade da pedra, sendo citada documentadamente no ano 769 no Lorscher Codex.